# ストラ劇場

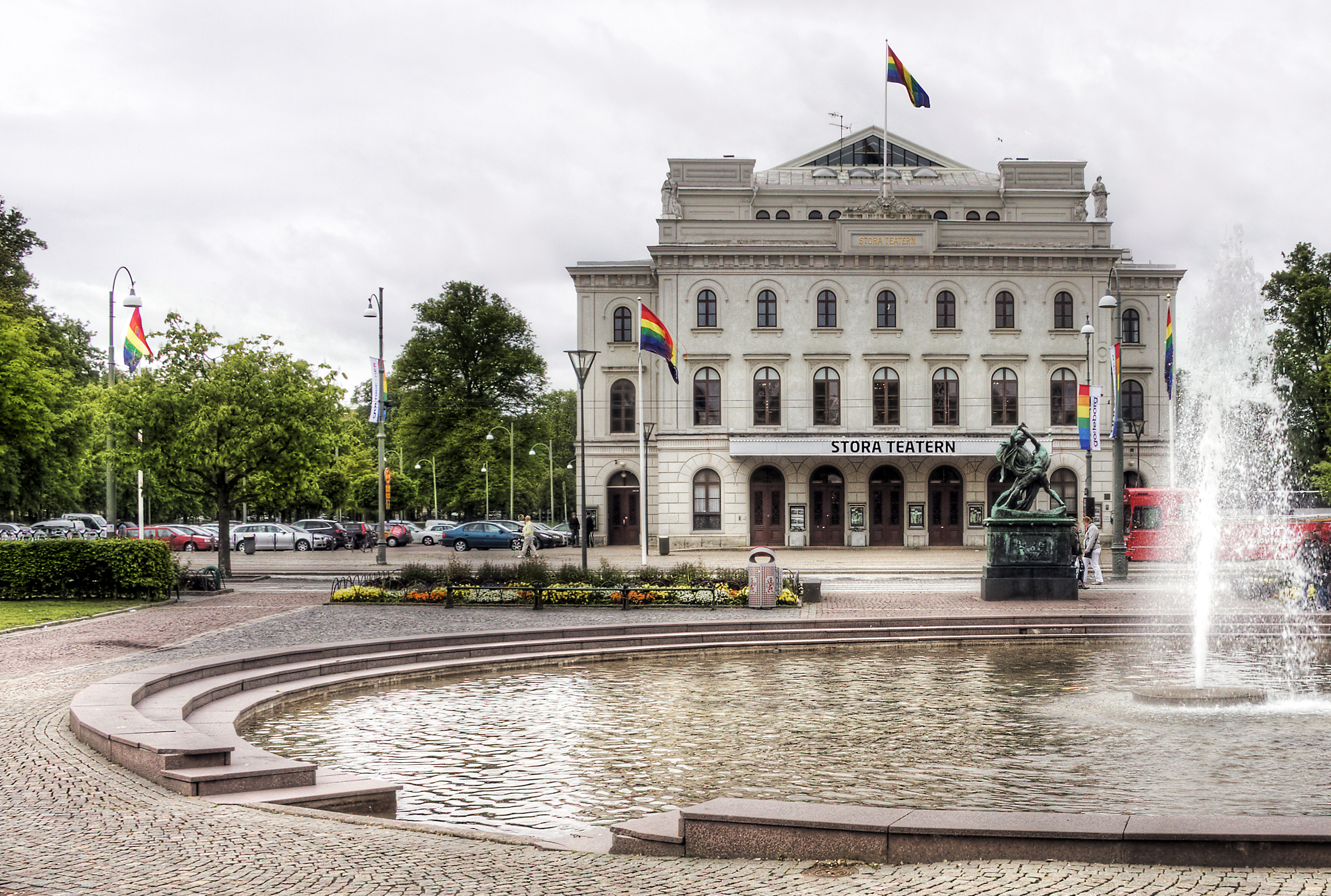
ストラ劇場。2011年撮影。

ストラ劇場とは、ヨーテボリの劇場である。

## 概要
1859年、巡業のオペラや芝居を上演するための劇場としてオープン。当初は「新歌劇場」という名称であったが、1880年に管理者のアルベルト・ランフトが「ストラ劇場」と改名した。その後、劇場のレパートリーは拡大し、オペラや芝居の他にもバレエやオペレッタを上演するようになった。また、国際的な歌手やバレリーナが登場するようにもなった。1920年からは株式会社が劇場を運営するようになり、オペラにおける演出の役割を重視するスタイルを発展させた。また、1962年から1965年にかけてレンナート・ヘドヴァルが指揮者を務めている。